# Нечаев, Сергей Владимирович (1971)
Серге́й Влади́мирович Неча́ев (род. 9 апреля 1971 года, Пермь, Пермская область, РСФСР, СССР) — российский хоккеист.

## Биография
Воспитанник пермской хоккейной школы, с 1989 года вошёл в состав клуба «Молот», игравшего в первой лиге чемпионата СССР. В сезоне 1990/1991 играл в клубе Высшей лиги «Торпедо» Ярославль. Вернувшись в Пермь, с 1992 по 1996 годы представлял «Молот», вошедший в состав Межнациональной хоккейной лиги.
После 1996 года в основном представлял клубы высшей и первой лиг российского чемпионата — соликамский «Прогресс» (1996/1997), объединённый клуб Новотроицка и Орска «НОСТА — Южный Урал» (1997/1998), пермский «Молот-Прикамье-2» и нижнетагильский «Спутник» (1999/2000), норильский «Заполярник» (2000—2002) и кирово-чепецкую «Олимпию» (2002—2004).
В сезонах 2002/2003 и 2003/2004 в составе клуба «Брест» также участвовал в розыгрышах чемпионата Белоруссии.